# Canthon ornatus
Canthon ornatus là một loài bọ cánh cứng trong họ Bọ hung (Scarabaeidae).